# Panegírico del emperador Trajano
El Panegírico del emperador Trajano, en latín Panegyricus Traiani es un discurso escrito por Plinio el Joven en honor del emperador Trajano. Es una obra de circunstancias, destinada a ser pronunciada el 1 de septiembre del año 100.
Se trata de una descripción aduladora y enfática del emperador. Seguía la costumbre de dedicar un discurso de agradecimiento por ser nombrado cónsul. El discurso que llega es continuación del nombramiento de Plinio el Joven como cónsul por Trajano. Luego lo revisó, corrigió y amplió hasta llegar a ocupar, por sí solo, casi la mitad del Libro X de sus Epístolas. Es el único discurso pronunciado por Plinio el Joven que se ha conservado hasta la Edad Contemporánea. Es un instrumento valioso para estudiar diversas acciones que hizo este emperador en campos administrativos como los impuestos, la justicia, la disciplina castrense y el comercio.
Plinio describe a Trajano como un optimus princeps, «el mejor de los príncipes», querido por los dioses por el bien del Imperio aunque él, siendo modesto, no pretende honores divinos. Describe los hechos que llevaron a Trajano al Imperio y alaba esa forma de sucesión mediante la adopción. Este método, dice Plinio, ofrece la posibilidad de elegir al mejor de los ciudadanos. Luego exalta las cualidades de Trajano: como comandante, su generosidad, su afabilidad y modestia.
Recomienda a los futuros emperadores que siguieran el ejemplo de Trajano para lograr la concordia con el Senado y el orden ecuestre por el bien del Imperio. Este emperador, con sus medidas óptimas, se contrapone al tiránico Domiciano. Plinio exalta el respeto de Trajano por las magistraturas y por el Senado, al que asegura la dignitas y la securitas, mientras que Domiciano lo odió. Entre los objetivos del orador está animar a una política filosenatorial. Incluso reconoce al emperador un poder absoluto volviendo a llamar a la libertas que este último restableció, representándola sin embargo como un regalo gratuito fruto de la generosidad del soberano.

## Comparación conDe clementiade Séneca
Tanto De clementia como el Panegírico son obras encomiásticas que quieren exaltar al emperador viviente y justificar el poder. Así Séneca destaca la supuesta clemencia de Nerón y justifica la monarquía absoluta recurriendo a la doctrina estoica, que consideró ésta la mejor forma de gobierno en el caso en que el monarca fuera un sabio (sapiens). Y la tesis de Séneca es que Nerón lo era. Por su parte, Plinio destaca todas las cualidades de Trajano, entre las que destaca la modestia. El poder de Trajano es legitimado por la posesión misma de aquellas cualidades, que lo convierten en el optimus princeps. Cabe destacar que mientras Séneca habla de clemencia, Plinio se refiere a la modestia. Esta es, en efecto, una virtud más general, premisa para otras como la clemencia. En efecto, la experiencia de emperadores como el mismo Nerón y luego Domiciano enseñó que era imposible esperar clemencia de hombres desmedidamente amantes del poder, caprichosos y desenfrenados, o bien faltos de cualquiera moderación, incluida la modestia.
De todas formas, más allá de la exaltación del príncipe y la obra de propaganda que desarrollan, estas obras son la proyección de las esperanzas de sus autores. Séneca esperaba hacer de Nerón un emperador-filósofo sobre el modelo de la doctrina de la que era seguidor, mejor bajo su guía; Plinio esperaba que, tras décadas de emperadores tiranos, Trajano finalmente restaurase los privilegios del Senado y le reconociese un papel en la gestión del Estado, aunque fuera simbólico a nivel político. Sin embargo, una comparación con la obra De clementia de Séneca pone de relieve que Plinio no propone, como Séneca, un programa de gobierno, aunque sea abstracto y utópico, sino que se limita a aprobar incondicionalmente la política de Trajano. Su figura, de hecho, no es la de un consejero, sino la de un simple funcionario.